# Điểm hòa vốn
Điểm hòa vốn là điểm mà tại đó doanh thu bán ra vừa đủ để bù đắp tất cả các chi phí, bao gồm chi phí cố định (định phí) và chi phí khả biến (biến phí). Điều này có nghĩa là tại điểm hòa vốn người sản xuất không thu được lãi, nhưng cũng không bị lỗ
Điểm hòa vốn có thể được phản ánh theo đơn vị hiện vật hoặc giá trị.
Doanh số hòa vốn phản ánh doanh thu tối thiểu trước khi bị lỗ.

## Các phương pháp tính điểm hòa vốn

### Phương pháp đẳng thức
Dựa vào khái niệm về điểm hòa vốn là điểm mà tại đó doanh thu bằng chi phí, ta có:
Trong đó P là giá bán, Y là số lượng sản phẩm, FC là chi phí cố định và VC là chi phí khả biến. Vì chi phí khả biến là chi phí thay đổi theo sản lượng, tức là VC = V.Y trong đó V là chi phí khả biến trên một đơn vị sản phẩm, nên đẳng thức trên có tương đương với đẳng thức sau:
Từ đây suy ra:
Điểm hòa vốn về sản lượng bằng tỷ số giữa chi phí cố định với hiệu số giữa giá bán và chi phí khả biến trên một đơn vị sản phẩm.

## Khoảng an toàn của điểm hòa vốn
Là phần doanh thu vượt điểm hòa vốn.